# Parchi nazionali della Russia

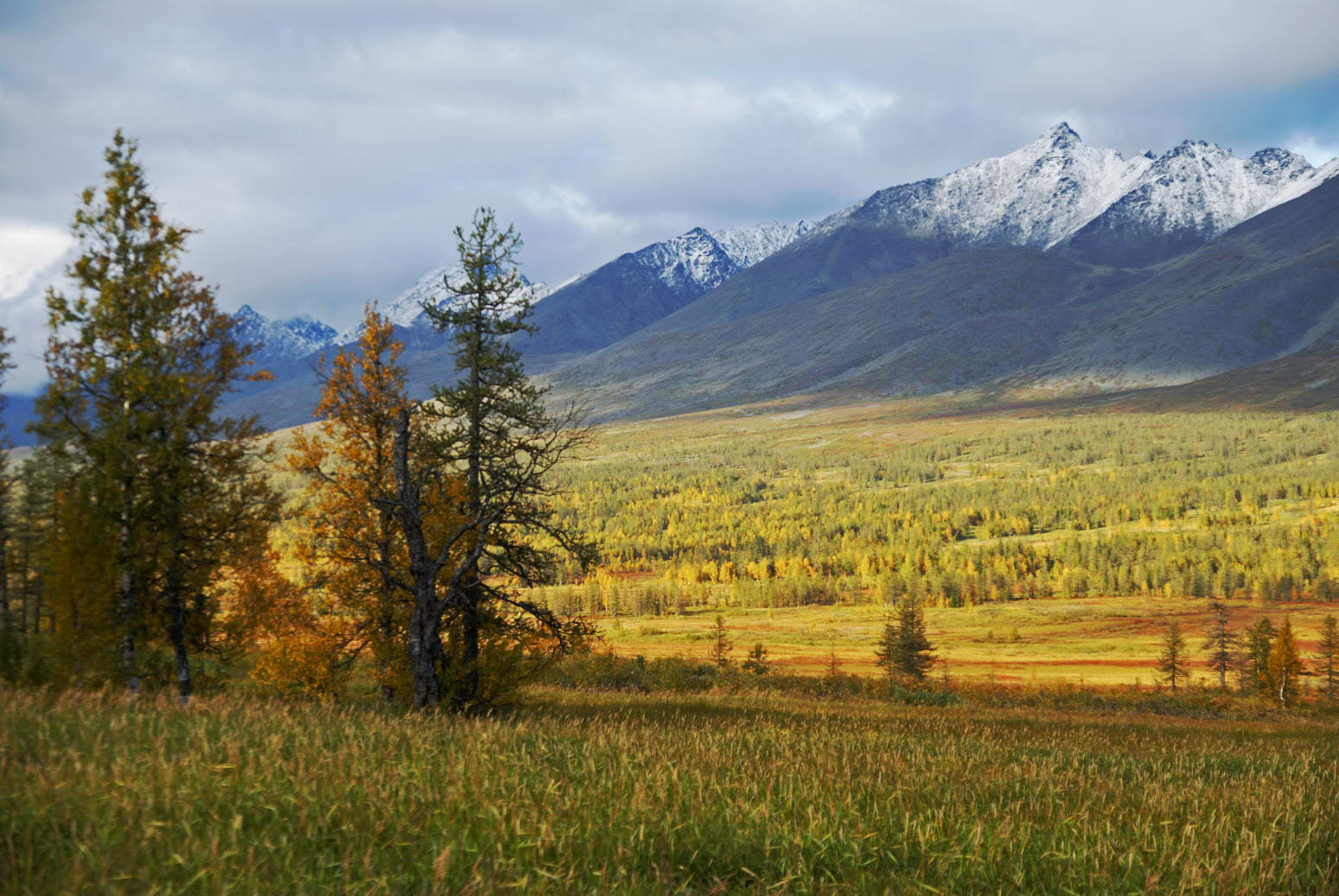
I monti Sablinskij nel parco nazionale di Jugyd va, sul versante occidentale degli Urali settentrionali.

Attualmente in Russia vi sono 64 parchi nazionali, per i 48 dei quali pre-2015 sotto viene stilato l'elenco. Complessivamente, ricoprono una superficie di circa 155.672 km².

## Quadro d'insieme

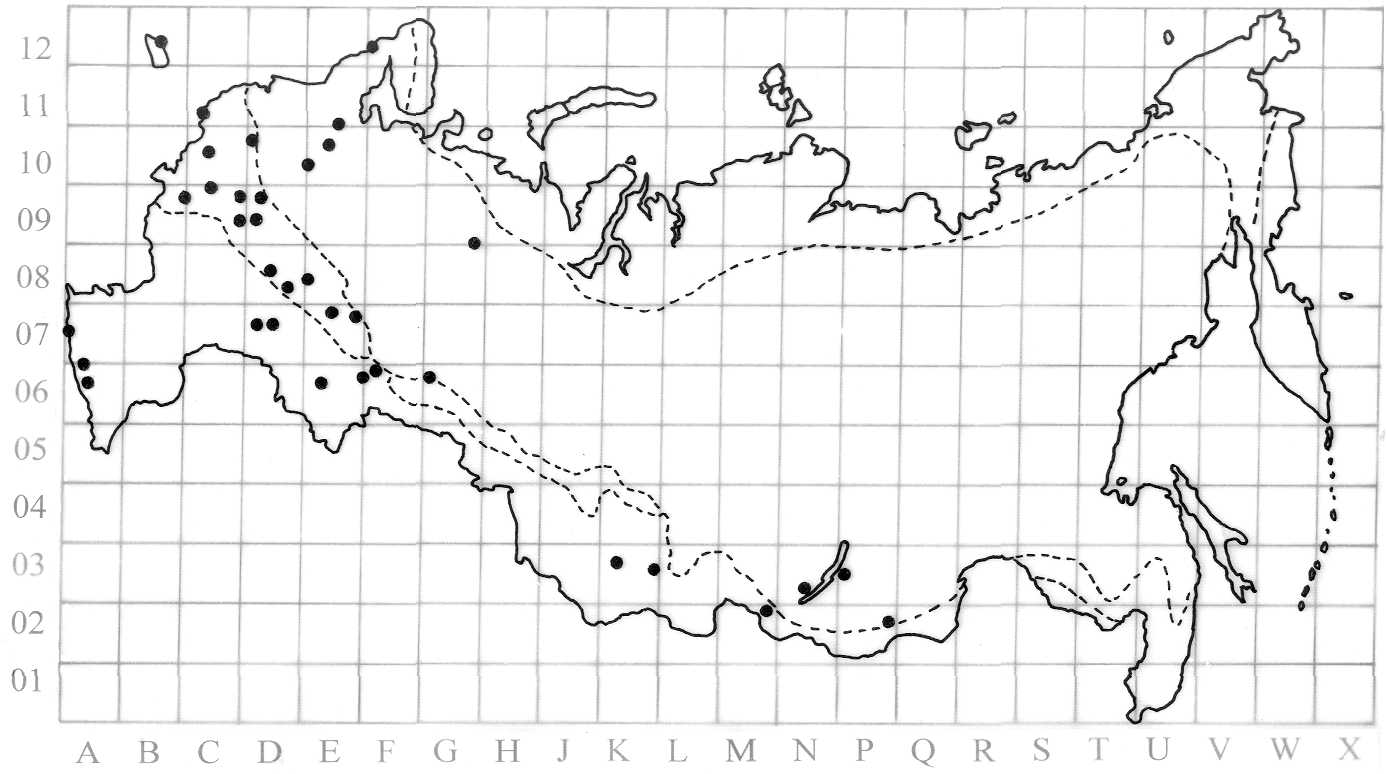
Mappa dei parchi nazionali della Russia.

I più antichi parchi nazionali della Russia sono il parco nazionale di Soči e il parco nazionale Losinij Ostrov (1983); il parco nazionale Samarskaja Luka (1984); il parco nazionale Marij Čodra (1985); il parco nazionale della Baschiria, il parco nazionale del monte Elbrus, il parco nazionale Pribajkal'skij e il parco nazionale Zabajkal'skij (1986).
Secondo la legge russa riguardante le aree protette, i parchi nazionali sono aree sia terrestri che acquatiche deputate alla protezione della natura, all'educazione ambientale e alla ricerca scientifica. Tra di essi figurano siti di particolare valore ecologico, storico e paesaggistico, in cui il turismo regolamentato è consentito. La superficie di ogni parco è suddivisa in zone a seconda della loro funzione: zone a protezione integrale gestite come zapovednik, ma anche zone destinate ad attività ricreative ed economiche, quali il turismo e l'agricoltura e la silvicoltura praticate con metodi tradizionali.
Le zone a protezione integrale sono spesso adiacenti ad una zapovednik ufficiale: ad esempio, lungo la sponda orientale del lago Bajkal, la zapovednik di Barguzin confina con il parco nazionale Zabajkal'skij. Nel 2001 il parco nazionale di Vodlozero ricevette lo status di riserva della biosfera dall'UNESCO, seguito da quelli dei Laghi di Smolensk e dell'Ugra nel 2002, e da altri due (Valdaj e Kenozerskij) nel 2004. Il parco più recente è il parco nazionale del Bikin, istituito alla fine del 2015.
I parchi nazionali sono attualmente sotto la responsabilità del Ministero delle Risorse Naturali e dell'Ambiente.

## Lista dei parchi nazionali della Russia
| Nome                | Foto                                                         | Posizione                                               | Istituzione | Sito                                                            | Superficie    | Descrizione |
| ------------------- | ------------------------------------------------------------ | ------------------------------------------------------- | ----------- | --------------------------------------------------------------- | ------------- | --- |
| Alanija             | Mountain peak and glacial valley, Alaniya NP                 | Ossezia Settentrionale-Alania 42°52′N 43°44′E           | 1998        | Ала́ния                                                          | 549,26 km²    | Alania è situato sulle pendici settentrionali del Caucaso centrale. Il parco comprende il ghiacciaio Karaugom, lungo 13 km, le fitte foreste che crescono nella valle del fiume Uruch e pianure ricoperte da steppa. Il parco è costellato di rovine archeologiche che vanno dalla cultura di Koban dell'età del bronzo al periodo medioevale, quando la regione era abitata dagli Alani. È proprio a questi ultimi che la Repubblica di Ossezia Settentrionale-Alania, in cui il parco si trova, deve il nome.        |
| Alchanaj            | Temple Gate rock formation, Alkhanay NP                      | Territorio della Transbajkalia 50°50′N 113°25′E         | 1999        | Алханай                                                         | 1382,34 km²   | Considerato sacro dai Buriati che abitavano la regione, nonché dagli attuali buddhisti, il monte Alchanaj è il luogo attorno a cui è incentrato il parco. (Il Dalai Lama vi ha effettuato due visite non ufficiali.) I dintorni forniscono un esempio eccellente di «steppa della foresta della Dauria», zona di transizione tra la taiga siberiana a nord e la steppa mongola a sud. |
| Anjujskij           | Headwaters of Anyuy River, Anyuysky NP                       | Territorio di Chabarovsk 49°26′N 136°33′E               | 1999        | Анюйский                                                        | 4293,70 km²   | L'esistenza di questo parco è molto importante, in quanto esso costituisce un corridoio ecologico che, attraverso il bacino del fiume Anjuj ammantato di foreste, collega la bassa pianura alluvionale del fiume Amur alla catena montuosa dei Sichotė-Alin' nell'Estremo Oriente russo. Abitanti originari della regione sono i Nanai, tradizionalmente pescatori e cacciatori. |
| Baškirija           | Bashkiriya in winter snow                                    | Baschiria 53°03′N 56°32′E                               | 1986        | Башкирия                                                        | 920,00 km²    | Baschiria ricopre un'ampia fascia continua di foresta e un reticolo di valli scavate dai fiumi all'estremità meridionale degli Urali. Il parco costituisce un cuscinetto tra le pianeggianti regioni industrializzate ad ovest e le montuose e scarsamente popolate riserva naturale di Šulgan-Taš e riserva entomologica di Altyn-Solok («albero cavo dorato») ad est. |
| Beringija           | Beringia                                                     | Circondario autonomo della Čukotka 64°22′N 173°18′E     | 2013        | Берингия                                                        | 30.532,33 km² | Fino a 13.000 anni fa, il «ponte di terra» della Beringia permise agli esseri umani di passare dall'Asia al Nordamerica. Questo parco nazionale è situato sul lato occidentale di quello che oggi è lo stretto di Bering, mentre in Alaska, sul lato orientale, si trova la riserva nazionale del Ponte di Terra di Bering. |
| Bikin               | Bikin                                                        | Territorio del Litorale 46°40′N 136°00′E                | 2015        | Бикин                                                           | 11.605,00 km² | Istituito il 3 novembre 2015, il parco nazionale del Bikin protegge la più vasta distesa di foresta mista primigenia dell'emisfero boreale, nonché il territorio in cui vive il 10% delle tigri siberiane rimaste al mondo. Il parco protegge anche l'antica cultura dei 600 abitanti indigeni che rimangono ancora nel bacino del fiume Bikin, gli Udege e i Nanai. |
| Buzulukskij         | Pine stand on river in Buzuluksky Bor NP                     | Oblast' di Samara / Oblast' di Orenburg 53°00′N 52°07′E | 2007        | Бузулукский бор                                                 | 1060,00 km²   | Quella di Buzuluk è la più grande foresta isolata di pini d'alto fusto del mondo. Circondata dal mare d'erba delle steppe del bassopiano sarmatico orientale, tra il fiume Volga (ad ovest) e gli Urali meridionali (ad est), il parco si estende attraverso i resti insabbiati di quello che un tempo era un delta fluviale nel mar Caspio. Purtroppo, la presenza di petrolio nel sottosuolo non fa altro che aggiungere pressione al sito di Buzuluk.                                                               |
| Čavaš Varmane       | Map with borders of Chavash Vermane Bor NP                   | Ciuvascia 54°45′N 47°08′E                               | 1993        | Чаваш Вармане                                                   | 252,00 km²    | Čăvaš Vărmanĕ è un largo tratto di foresta ininterrotta nella regione del medio Volga. Il parco venne istituito con il doppio proposito di preservare la diversità biologica della regione e proteggere un sito importante per i Ciuvasci che abitano la regione. |
| Čikoj               | Chikoy NP                                                    | Territorio della Transbajkalia 49°46′N 110°18′E         | 2014        | Чикой                                                           | 6664,68 km²   | Il parco è situato presso la sorgente del fiume Čikoj, che scorre verso ovest per confluire nel Selenga e attraverso questo nel lago Bajkal, 375 chilometri a nord-ovest. Si trova nella zona di transizione tra la taiga siberiana a nord e la steppa mongola a sud. |
| Kaleval'skij        | Kalevalsky NP                                                | Repubblica di Carelia 64°59′N 30°13′E                   | 2007        | Калевальский                                                    | 744,00 km²    | La foresta di pini del Kalevala è una delle ultime foreste boreali primigenie di pini rimaste in Europa. È situata grossomodo a metà strada lungo il confine tra Russia e Finlandia, nella Repubblica di Carelia. Questa regione fa da sfondo ai racconti narrati nel Kalevala, un poema epico del folklore orale finnico e careliano. |
| Kenozerskij         | Sts Peter and Paul Church in the village ofMorshchikhinskaya | Oblast' di Arcangelo 62°05′N 38°12′E                    | 1991        | Кенозерский                                                     | 1396,63 km²   | Il parco ospita molti monumenti di importanza culturale, tra cui la Porženskij Pogost, una chiesa del XVIII secolo dedicata a San Giorgio con il campanile circondato da una palizzata di legno dotata di porte e torri (1789). Si trova proprio sullo spartiacque tra i bacini idrografici dell'Atlantico e del mar Glaciale Artico. Dal 2004 il parco nazionale ha ricevuto lo status di riserva della biosfera dall'UNESCO.                                                                                         |
| Chvalynskij         | Pine tree over wooded valley, Khvalynsky NP                  | Oblast' di Saratov 53°00′N 52°07′E                      | 1994        | Хвалынский                                                      | 255,24 km²    | Chvalynsk sorge su un altopiano di colline di gesso delle alture del Volga, ricoperto da foreste miste di querce, tigli e conifere, lungo la sponda occidentale del fiume Volga. Situato circa 1000 km a nord del mar Caspio, sovrasta il bacino di Saratov, nell'oblast' omonimo. |
| Kuršskaja Kosa      | Kurshskaya Kosa NP                                           | Oblast' di Kaliningrad 55°08′N 20°48′E                  | 1987        | Куршская коса                                                   | 66,21 km²     | La penisola dei Curi (o istmo di Curlandia) è una sottile striscia di terra di forma ricurva, lunga 98 km e ricoperta da dune di sabbia, che separa la laguna dei Curi dalla costa del mar Baltico. La sua porzione meridionale ricade nell'oblast' di Kaliningrad, in Russia, mentre quella settentrionale si trova entro i confini della Lituania sud-occidentale. È anche un patrimonio dell'umanità dell'UNESCO condiviso da entrambi i paesi.                                                                     |
| Losinij Ostrov      | Upper Yauza swamp                                            | Oblast' di Mosca 53°52′N 37°47′E                        | 1983        | Лосиный Остров                                                  | 116,00 km²    | Losinij Ostrov, letteralmente «isola degli alci», è il primo parco nazionale della Russia. Situato all'interno della città di Mosca, è la terza foresta «urbana» circondata da una metropoli più grande del mondo, dopo il parco nazionale della montagna della Tavola a Città di Capo e il parco statale di Pedra Branca a Rio de Janeiro. |
| Marij Čodra         | Tot-Er Lake, in NP Mariy Chodra                              | Repubblica dei Mari 56°09′N 48°22′E                     | 1985        | Марий Чодра                                                     | 366,00 km²    | Marij Čodra venne istituito con lo scopo di proteggere alcune rare specie di vegetali: sono più di 115 le specie di piante rare che vi sono state censite. Il parco è attraversato da quattordici sentieri turistici; le attrazioni più popolari sono i laghi Jalčik, Gluchoe e Kičier, il rafting sui fiumi Ilet' e Jušut, la quercia di Pugačëv e la Montagna degli Aceri. |
| Meščëra             | Wetlands in Meshcheyora NP                                   | Oblast' di Vladimir 55°34′N 40°15′E                     | 1992        | Мещёра Archiviato il 21 maggio 2013 in Internet Archive.        | 1189,00 km²   | Il parco nazionale della Meščëra ricopre una vasta distesa di zone umide (paludi, torbiere, fiumi e laghi), habitat estremamente ricco di biodiversità, e una foresta mista di pini e betulle delle pianure della Meščëra, una regione del bassopiano sarmatico situata circa 120 km ad est di Mosca che deve il nome al popolo che vi abitava in epoca medievale, i Meščëra, appunto. |
| Меščërskij          | Meshcheyorsky NP                                             | Oblast' di Rjazan' 55°08′N 40°10′E                      | 1992        | Мещерский                                                       | 1050,14 km²   | Il parco nazionale Меščerskij (Мещёрский) non deve essere confuso con quello della Meščëra (Мещёра), situato appena più a nord, al di là del confine con l'oblast' di Vladimir. I due parchi proteggono zone simili dello stesso ecosistema di zone umide e foreste miste che ricoprono le pianure della Meščëra. |
| Nečkinskij          | Coastline viewed from hill, Nechkinsky NP                    | Udmurtia 56°41′N 53°47′E                                | 1997        | Нечкинский                                                      | 207,53 km²    | Nečkinskij è una riserva di grande importanza biologica e culturale dell'Udmurtia (la Repubblica degli Udmurti), situata nella valle del medio corso del fiume Kama e del suo affluente Siva, lungo le sponde del bacino di Votkinsk. Il territorio è ricoperto per lo più da foresta e pianura alluvionale e presenta un gran numero di antichi siti archeologici. Si trova nei pressi della città di Iževsk, sul versante occidentale degli Urali.                                                                   |
| Nižnjaja Kama       | Sign at border of Nizhnyaya Kama NP                          | Tatarstan 55°48′N 52°19′E                               | 1991        | Нижняя Кама                                                     | 265,87 km²    | Nižnjaja Kama («Kama inferiore») è un parco nazionale situato nel cuore della Russia, nei rajon Tukaevskij e Elabužskij del Tatarstan. Venne istituito il 20 aprile 1991 per proteggere le foreste di conifere (soprattutto pini) che crescono sulle sponde del fiume Kama. |
| Onežskoe Pomor'e    | Onezhskoye Pomorye NP                                        | Oblast' di Arcangelo 64°47′N 37°18′E                    | 2013        | Онежское Поморье                                                | 2016,70 km²   | Il parco occupa gran parte della penisola di Onega e le regioni del mar Bianco ad essa adiacenti. Non sempre raggiungibile via terra durante tutto l'anno, è ricoperto quasi interamente da foresta, dove alci, orsi bruni, lupi e volpi rosse sono molto comuni. Nelle acque del mar Bianco vivono anche i beluga. In inverno il mare è ricoperto dalla banchisa. |
| Orlovskoe Poles'e   | Orlovskoye_Polesye NP                                        | Oblast' di Orël 53°28′N 35°03′E                         | 1994        | Орловское полесье                                               | 777,45 km²    | Orlovskoe Poles'e è situato proprio al centro del rialto centrale russo, nei rajon Znamenskij e Chotyneckij dell'oblast' di Orël. Il paesaggio è costituito da una regione collinare tagliata da burroni e gole. La cima più elevata raggiunge i 250 m di altezza. Nelle zone pianeggianti vi sono aree di muskeg dove crescono piante di mirtillo |
| Paanajärvi          | Paanajärvi NP                                                | Repubblica di Carelia 66°29′N 37°18′E                   | 1992        | Паанаярви Archiviato il 3 marzo 2016 in Internet Archive.       | 1043,71 km²   | Paanajarvi è situato nella regione della Carelia, nell'Europa settentrionale, lungo il confine con la Finlandia. Protegge 1043,71 km² di taiga primigenia, fiumi e laghi. |
| Pleščeevo Ozero     | Pleshcheyevo Ozero NP                                        | Oblast' di Jaroslavl' 56°46′N 38°44′E                   | 1997        | Плещеево озеро                                                  | 237,90 km²    | Il parco si estende attraverso il lago Pleščeevo e le aree circostanti. È una meta molto popolare tra i turisti, nonché una zona importante dal punto di vista ecologico, e in passato vi sorgeva una residenza di villeggiatura degli zar. È situato circa 130 km a nord-est di Mosca, nel bacino superiore del Volga. Sulle sue sponde sud-orientali sorge la località turistica di Pereslavl'-Zalesskij. |
| Pribajkal'skij      | Shaman Rocks, Pribaikalsky NP                                | Oblast' di Irkutsk 51°51′N 104°53′E                     | 1986        | Прибайкальский                                                  | 4173,00 km²   | Il parco nazionale Pribajkal'skij protegge la costa sud-occidentale del lago Bajkal, nella Siberia sud-orientale. Di esso fanno parte sia alcune creste montuose ad ovest del lago e alcune isole al largo, come Ol'chon. Si trova circa 50 km a sud-est della città di Irkutsk, nell'oblast' omonimo. |
| Priėl'brus'e        | Prielbrusye NP                                               | Cabardino-Balcaria 43°21′N 42°34′E                      | 1986        | Приэльбрусье                                                    | 10.102,00 km² | Il parco di Priėl'brus'e è incentrato attorno al monte Elbrus, la vetta più alta d'Europa, con i suoi 5632 metri. Il relativo isolamento della regione, protetta da gole scoscese, ha portato allo sviluppo di un gran numero di endemismi e di una straordinaria biodiversità. Il parco si trova nel Caucaso centrale, appena a nord-ovest del parco nazionale di Alania. |
| Pripyšminskie Bory  | Pripyshminskiye Bory NP                                      | Oblast' di Sverdlovsk 56°59′N 63°47′E                   | 1993        | Припышминские Боры                                              | 490,50 km²    | Pripyšminskie Bory è situato all'estremità occidentale del bassopiano della Siberia occidentale. Protegge un complesso di foreste miste di pini e betulle. Circa il 10% dell'area, tuttavia, è ricoperto da paludi, stagni, campi di fieno e pascoli. |
| Russkaja Arktika    | Russian Arctic NP                                            | Oblast' di Arcangelo 75°42′N 60°54′E                    | 1986        | Русская Арктика                                                 | 14.260,00 km² | Il parco nazionale dell'Artico russo ricopre una vasta e remota area del mar Glaciale Artico, la parte settentrionale della Novaja Zemlja (isola Severnyj) e la Terra di Francesco Giuseppe. |
| Russkij Sever       | Russky Sever NP                                              | Oblast' di Vologda 59°57′N 38°34′E                      | 1992        | Русский Север                                                   | 1664,00 km²   | Il parco nazionale (chiamato Russkij Sever in lingua originale) protegge i paesaggi di importanza naturale e culturale nei dintorni dei monasteri di Kirillo-Beloserskij e di Ferapontov, luoghi di grande valore storico. |
| Sajljugemskij       | Saylyugemsky NP                                              | Repubblica dell'Altaj 49°31′N 88°37′E                   | 2010        | Сайлюгемский Archiviato il 7 febbraio 2016 in Internet Archive. | 1183,80 km²   | Istituito come riserva per la protezione del leopardo delle nevi e dell'argali (la pecora selvatica asiatica), il parco nazionale di Sajljugemskij è situato nella regione dei monti Altaj/Sajany, al confine con la Mongolia. |
| Samarskaja Luka     | Samarskaya Luka NP                                           | Oblast' di Samara 53°18′N 49°50′E                       | 1984        | Самарская Лука                                                  | 1340,00 km²   | Il parco (il cui nome significa letteralmente «ansa di Samara») sorge in un'ansa di 180° del fiume Volga, appena a sud della città di Samara. È situato sulle sponde del bacino di Kujbyšev e a nord confina con la riserva naturale degli Žiguli. La maggior parte del substrato è costituito da formazioni carsiche (calcare). |
| Šantarskie Ostrova  | Shantar Islands NP                                           | Territorio di Chabarovsk 55°00′N 137°30′E               | 2014        | Шантарские острова                                              | 2500,00 km²   | Le Šantar sono un gruppo di 15 isole situate al largo della costa del Territorio di Chabarovsk, nel mare di Ochotsk. La maggior parte di esse possiede falesie scoscese e nel punto più alto raggiungono i 720 metri. Sono la dimora di leoni di mare di Steller, foche e balene della Groenlandia. |
| Sebežskij           | Sebezhsky NP                                                 | Oblast' di Pskov 56°16′N 28°30′E                        | 1996        | Себежский                                                       | 500,21 km²    | Il parco nazionale Sebežskij è situato nella parte sud-occidentale del rajon di Sebež ed ha un paesaggio prevalentemente collinare, di origine glaciale, con molti laghi. È ricoperto da foreste miste di pini, abeti rossi e ontani. |
| Sengileevskie Gory  | Sengileyevskiye Gory NP                                      | Oblast' di Ul'janovsk 53°59′48″N 48°37′52″E             | 2016        | Сенгилеевские горы                                              | 5 km²         | Il minuscolo parco nazionale dei monti Sengiley ha lo scopo di tutelare le preziose foreste di conifere, betulle e querce della regione di Ul'janovsk. È uno dei parchi di più recente istituzione, creato per proteggere habitat fondamentali nel medio corso del Volga. |
| Smolenskoe Poozer'e | Smolenskoye Poozerye NP                                      | Oblast' di Smolensk 55°32′N 31°24′E                     | 1992        | Смоленское Поозерье                                             | 1462,37 km²   | Quello dei laghi di Smolensk è un ecosistema di foreste e zone umide costituito da 35 laghi e dalle aree circostanti nella parte nord-occidentale dell'oblast' di Smolensk, nei pressi del confine con la Bielorussia. È situato nel bacino del fiume Daugava (nota anche come Dvina occidentale), circa 64 km a nord della città di Smolensk. |
| Smol'nyj            | Smolny NP                                                    | Mordovia 54°50′N 45°40′E                                | 1995        | Смольный                                                        | 365,00 km²    | Il parco protegge un caratteristico ambiente fluviale di pianura. I laghi e le paludi che vi si trovano sono concentrati per lo più nella pianura alluvionale del fiume Alatyr'. Nelle zone meridionali e centrali del parco si trovano anche alcune torbiere. Molto numerose sono le sorgenti. |
| Soči                | Sochi NP                                                     | Territorio di Krasnodar 43°05′N 39°43′E                 | 1995        | Сочинский                                                       | 1937,37 km²   | Il parco occupa gran parte dell'area metropolitana di Soči, dal confine con il rajon di Tuapse, tra le foci dei fiumi Šepsi e Magri a nord-ovest, fino al confine con l'Abcasia, lungo il fiume Psou a sud-est, e tra il mar Nero e la cresta spartiacque del Gran Caucaso. |
| Šorija              | Shorsky NP                                                   | Oblast' di Kemerovo 52°35′N 88°20′E                     | 1989        | Шорский                                                         | 4180,00 km²   | La Šorija è una regione montuosa e ricoperta da foreste della Siberia sud-occidentale, situata nel punto in cui il bassopiano della Siberia occidentale si incontra con le catene montuose che cingono la Siberia meridionale. Nel parco domina la taiga (il 92% della superficie è costituito da foresta). |
| Taganaj             | Taganay NP                                                   | Oblast' di Čeljabinsk 55°15′N 59°47′E                   | 1991        | Таганай                                                         | 568,00 km²    | Il Taganaj è un gruppo montuoso degli Urali meridionali, nell'oblast' di Čeljabinsk, la cui cima più elevata culmina a 1178 m di altezza. |
| Tunkinskij          | Tunkinsky NP                                                 | Buriazia 51°41′N 102°08′E                               | 1991        | Тункинский                                                      | 11.836,62 km² | Il parco della Tunka si trova nella Siberia centro-meridionale e si estende su una regione montuosa incentrata nella valle del fiume Irkut (nota anche come valle della Tunka), prosecuzione della fossa tettonica del lago Bajkal che prosegue in direzione sud-ovest fino al confine con la Mongolia. A nord e ad ovest della valle si trova l'estremità orientale dei monti Sajany. |
| Udėgejskaja Legenda | Udegeyskaya Legenda NP                                       | Territorio del Litorale 45°49′N 135°25′E                | 1991        | Удэгейская легенда                                              | 1037,44 km²   | Udėgejskaja legenda si estende attraverso la rigogliosa foresta mista di conifere e latifoglie situata sul versante occidentale dei Sichotė-Alin' centrali, nell'Estremo Oriente russo. Scopo del parco è proteggere le valli dei fiumi che scorrono verso ovest e garantire la sopravvivenza agli ultimi Udege, il popolo nativo di queste regioni. I fiumi e i torrenti del parco sono ricchi di pesci ed è possibile percorrerli in barca. Il parco costituisce anche un rifugio per la minacciata tigre siberiana. |
| Ugra                | Ugra NP                                                      | Oblast' di Kaluga 54°09′N 35°52′E                       | 1997        | Угра                                                            | 986,00 km²    | Il parco nazionale dell'Ugra protegge un'area boschiva a sud-ovest di Mosca. È situato nell'oblast' di Kaluga, nella valle percorsa dai fiumi Ugra, Žizdra, Vyssa e Oka. |
| Valdajskij          | Valdaysky NP                                                 | Oblast' di Novgorod 57°59′N 31°15′E                     | 1990        | Валдайский                                                      | 1585,00 km²   | Dichiarato nel 2004 riserva della biosfera dell'UNESCO, il parco nazionale di Valdaj, che comprende la città di Valdaj, il lago omonimo e la parte settentrionale del lago Seliger, è una delle destinazioni turistiche più popolari della Russia centrale ed è ben fornito di infrastrutture utili alle attività ricreative. |
| Vodlozerskij        | Vodlozersky NP                                               | Oblast' di Arcangelo 62°39′N 37°05′E                    | 1991        | Водлозерский                                                    | 4280,00 km²   | La superficie del parco comprende il lago Vodlozero, il bacino del fiume Ileksa, principale immissario del lago, e il corso superiore della Vodla. È riserva naturale della biosfera dal 2001. |
| Jugyd Va            | Yugyd Va NP                                                  | Repubblica dei Komi 62°25′N 58°47′E                     | 1994        | Югыд ва Archiviato il 19 dicembre 2005 in Internet Archive.     | 18.917,00 km² | Il parco di Jugyd va ricopre parte degli Urali settentrionali e le colline e pianure ad essa adiacenti. È situato nel bacino del fiume Pečora, ad ovest del confine tra Europa ed Asia: di conseguenza, è compreso interamente in territorio europeo. |
| Zabajkal'skij       | Zabaykalsky NP                                               | Buriazia 53°43′N 109°13′E                               | 1986        | Забайкальский                                                   | 2690,00 km²   | Zabajkal'skij comprende una parte della sponda orientale del lago Bajkal. |
| Zemlja Leoparda     | Land of the Leopard NP                                       | Territorio del Litorale 43°00′N 131°25′E                | 2012        | Земля леопарда                                                  | 800,00 km²    | Come indica il nome, lo scopo principale di questo parco è quello di proteggere e garantire l'aumento della popolazione del leopardo dell'Amur, un felino unico al mondo di cui in Russia rimangono attualmente circa 50 esemplari, di cui più della metà vivono all'interno di questa area protetta. Nel parco è presente anche un altro felino minacciato di estinzione, la tigre siberiana. |
| Zov Tigra           | Zov Tigra NP                                                 | Territorio del Litorale 43°35′N 134°16′E                | 2007        | Зов Тигра                                                       | 833,84 km²    | Zov Tigra è un rifugio montuoso per la tigre siberiana, minacciata di estinzione. Il parco si estende su un'area di 83.384 ettari (834 km²) all'estremità sud-orientale della costa dell'Estremo Oriente russo, nel Territorio del Litorale (in russo Primorskij kraj). |
| Zjuratkul'          | Zyuratkul NP                                                 | Oblast' di Čeljabinsk 54°51′N 58°56′E                   | 1993        | Зюраткуль                                                       | 882,00 km²    | Deve il nome al lago Zjuratkul', uno dei rari laghi degli Urali, situato a 754 m di quota: ricopre una superficie di 13,2 km² e raggiunge una profondità di 8 m. Le sue acque sono oligominerali (≈50 mg/l). A causa delle sue acque limpide e del pittoresco paesaggio circostante, lo Zjuratkul' è spesso soprannominato il «Rica degli Urali», con riferimento al lago georgiano tra le montagne del Caucaso. |